# De Nora
Industrie De Nora S.p.A., — итальянская транснациональная компания из Милана, специализирующаяся в области электрохимии. Эта компания является крупнейшим в мире поставщиком электродов, используемых в основных промышленных электрохимических процессах.

## История
Компания была основана в 1923 году инженером Оронцио Де Нора.
В 1969 году компания начала расширять свою деятельность на зарубежные рынки, начиная с Японии и заканчивая Сингапуром, Бразилией, Индией, Китаем и Германией, создавая как дочерние компании, так и совместные предприятия.
С 2015 года компания также работает в области обработки и фильтрации воды, применяя свои технологические знания в этой сфере.
В декабре 2021 года было объявлено, что компания, через совместное предприятие с немецкой компанией Thyssenkrupp, заключила контракт на поставку электролизных систем для строительства крупнейшего в мире завода по производству экологически чистого водорода в рамках проекта Неом в Саудовской Аравии.
В 2022 году компания была зарегистрирована на Итальянской фондовой бирже.

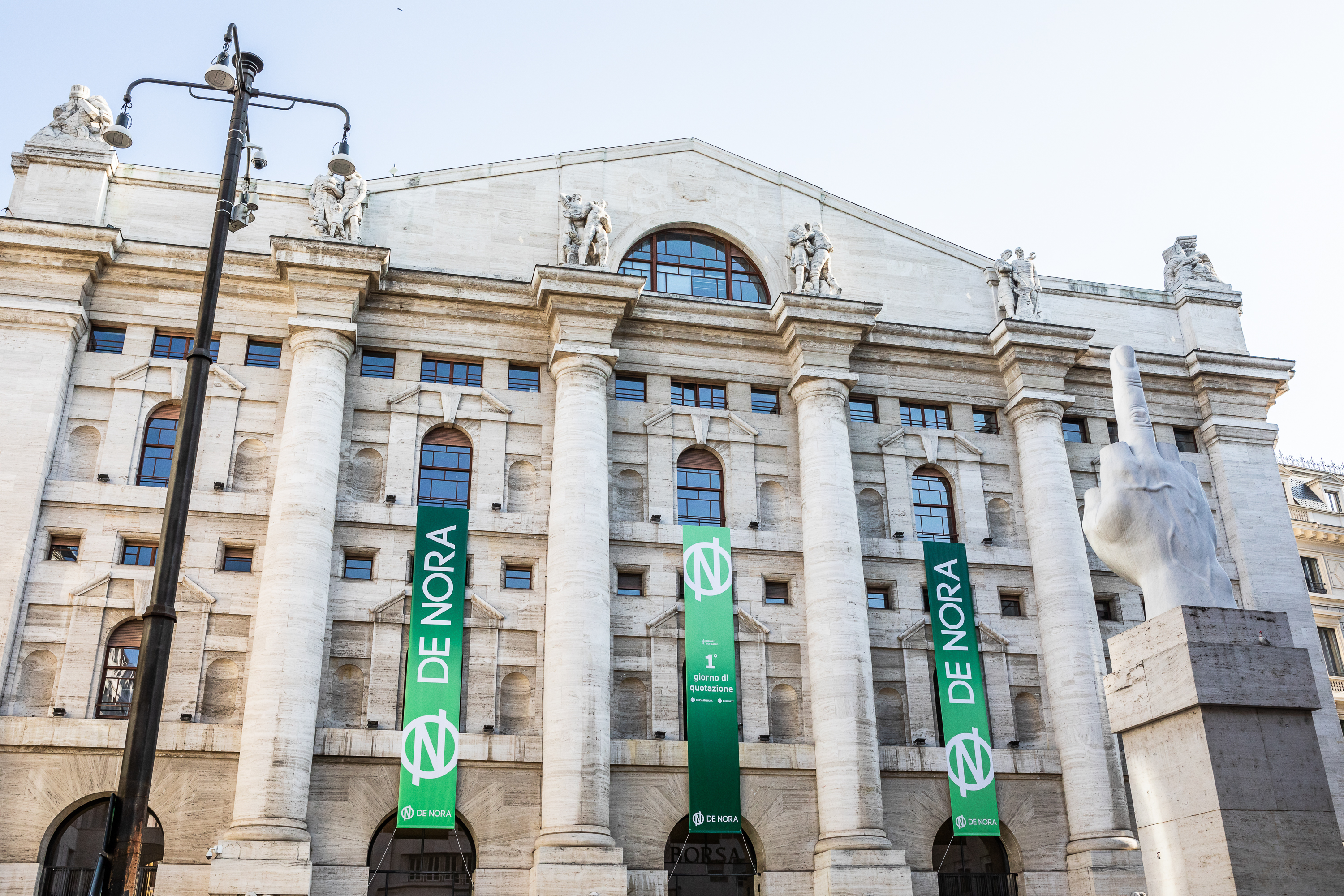
Миланская фондовая биржа в день листинга De Nora

## Деятельность
Industrie De Nora активно работает в области электрохимии и производит электроды для различных применений, ориентируясь на три основных рынка: промышленное применение, водоподготовку и участие в энергетическом переходе, в том числе в производстве экологически чистого водорода.